# Vérargues
Vérargues – miejscowość i dawna gmina we Francji, w regionie Oksytania, w departamencie Hérault. W 2013 roku populacja ówczesnej gminy wynosiła 734 mieszkańców. 
W dniu 1 stycznia 2019 roku z połączenia dwóch ówczesnych gmin – Saint-Christol oraz Vérargues – powstała nowa gmina Entre-Vignes. Siedzibą gminy została miejscowość Saint-Christol. 